# Claire Danes

Claire Danes (2015)

Claire Catherine Danes (* 12. April 1979 in New York City) ist eine US-amerikanische Schauspielerin.

## Leben und Karriere
Danes wurde in New York City als Tochter eines Künstlerpaares geboren. Ihre Mutter Carla Danes ist Bildhauerin und Grafikerin und agierte von 1993 bis 1999 auch als Managerin ihrer Tochter, ihr Vater Christopher Danes ist Architekturfotograf. Sie wuchs mit ihrem älteren Bruder Asa (* 1972), der heute als Anwalt arbeitet, in SoHo auf. Im Alter von sechs Jahren begann Danes mit Unterricht in Modern Dance und mit elf Jahren nahm sie am Lee Strasberg Theatre and Film Institute Schauspielunterricht, woraufhin sie auf die Junior High School Professional Performing Arts School wechselte. Danes erzählt, dass sich ihr Fokus im Alter von neun Jahren vom Tanzen mehr hin zur Schauspielerei verlagerte.
Im Jahr 1992 spielte sie in einer Episodenrolle in der Fernsehserie Law & Order. Als Zwölfjährige bekam sie ein Angebot für eine Rolle in Steven Spielbergs Schindlers Liste. Als man ihr jedoch für die Zeit der Dreharbeiten in Polen keinen Privatlehrer zusagen konnte, lehnten ihre Eltern die Rolle ab. Zwei Jahre später (1994) spielte sie an der Seite von Winona Ryder in der Filmadaption Betty und ihre Schwestern die Rolle der Beth March. Sie besuchte die New York City Lab School for Collaborative Studies und ging für ein Jahr in die Dalton School, bevor sie mit ihren Eltern nach Santa Monica umzog, um die Rolle in My So-Called Life zu spielen. Ihre Hauptrolle in der Fernsehserie Willkommen im Leben (1994–1995) brachte Danes ihren ersten Golden Globe und eine Emmy-Nominierung ein und machte sie und ihren TV-Partner Jared Leto zu Filmstars. Ihr nun höherer Bekanntheitsgrad führte zu weiteren Filmrollen wie der Film Familienfest und andere Schwierigkeiten von Jodie Foster. 1996 folgte I Love You, I Love You Not und Schatten einer Liebe (To Gillian on Her 37th Birthday). Ihre erste Hauptrolle im Kino hatte sie 1996 mit einer modernen Variante von William Shakespeares Romeo + Julia neben Leonardo DiCaprio. Der Film bedeutete ihren internationalen Durchbruch als Filmschauspielerin. Danes wurde unter anderem mit dem London Critics’ Circle Film Award und dem MTV Movie Award ausgezeichnet. Für den Film Titanic wurde Claire Danes die Hauptrolle der Rose angeboten. Sie lehnte jedoch ab, weil sie kurz zuvor in Romeo & Julia schon mit Leonardo DiCaprio zusammen gespielt hatte und befürchtete, nicht mehr „von ihm loszukommen“. 1997 spielte sie in Der Regenmacher von Francis Ford Coppola neben Matt Damon und Danny DeVito und in Oliver Stones Film U-Turn – Kein Weg zurück war sie neben Sean Penn, Nick Nolte und Joaquin Phoenix zu sehen. 1997 machte Danes am Lycée Français de Los Angeles ihren Abschluss. 1998 begann sie nach 13 Filmen in fünf Jahren ein Psychologiestudium an der Yale University, nachdem sie sich dort mit einem von Oliver Stone verfassten Empfehlungsschreiben beworben hatte. Nach zwei Jahren brach sie das Studium ab, um sich wieder auf ihre Filmkarriere zu konzentrieren. So war sie 2002 in Igby und dem Oscar-nominierten The Hours – Von Ewigkeit zu Ewigkeit zu sehen. 2003 folgte Terminator 3 – Rebellion der Maschinen, für die Rolle Danes erst einen Tag vor Beginn der Dreharbeiten engagiert wurde. 2004 spielte sie in der Filmkomödie Stage Beauty. Für ihre Darstellungen in Shopgirl und Die Familie Stone – Verloben verboten! (2005) wurde sie von Kritikern gelobt. In dem Fantasyfilm Der Sternwanderer von Regisseur Matthew Vaughn war sie zwei Jahre später neben Michelle Pfeiffer und Charlie Cox zu sehen. Im Jahr 2008 spielte sie in Ich & Orson Welles die weibliche Hauptrolle an der Seite von Zac Efron.

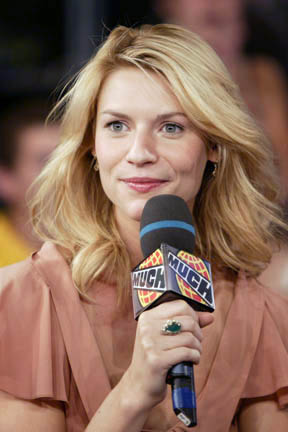
Claire Danes (2007)

Für die Titelrolle der autistischen Tierwissenschaftlerin Temple Grandin in dem HBO-Fernsehfilm Du gehst nicht allein erhielt sie den Emmy, ihren zweiten Golden Globe und den Screen Actors Guild Award. Der Film wurde gut aufgenommen und Grandin selbst war von Danes Darstellung begeistert. Von 2011 bis 2020 spielte sie über acht Staffeln die Hauptrolle der Carrie Mathison in der Showtime-Serie Homeland, für die sie 2012 und 2013 mit zwei Golden Globes sowie zwei Emmys ausgezeichnet wurde. Im September 2015 bekam sie den 2559. Stern auf dem Hollywood Walk of Fame. Drei Jahre später (2018) war sie neben Jim Parsons und Octavia Spencer in dem Filmdrama Ein Kind wie Jake zu sehen.

### Privates
Claire Danes hatte Beziehungen mit dem Schauspieler Matt Damon, dem australischen Musiker Ben Lee sowie mit dem Schauspieler Billy Crudup. Seit September 2009 ist Claire Danes mit ihrem Schauspielkollegen Hugh Dancy verheiratet, den sie 2006 bei den Dreharbeiten zum Film Spuren eines Lebens kennengelernt hat. Die beiden haben zwei Söhne (* 2012, * 2018) und eine Tochter (* 2023).

## Filmografie
Kinofilme
- 1990: Dreams of Love (Kurzfilm)
- 1993: Geoffrey Beene 30 (Kurzfilm)
- 1994: Betty und ihre Schwestern (Little Women)
- 1995: The Pesky Suitor (Kurzfilm)
- 1995: Dead Man’s Jack (Kurzfilm)
- 1995: Ein amerikanischer Quilt (How to Make an American Quilt)
- 1995: Familienfest und andere Schwierigkeiten (Home for the Holidays)
- 1996: I Love You, I Love You Not
- 1996: Schatten einer Liebe (To Gillian on Her 37th Birthday)
- 1996: William Shakespeares Romeo + Julia (William Shakespeare’s Romeo + Juliet)
- 1997: Prinzessin Mononoke (Mononoke-hime, Sprechrolle)
- 1997: U-Turn – Kein Weg zurück (U-Turn)
- 1997: Der Regenmacher (The Rainmaker)
- 1998: Gestern war ich noch Jungfrau (Polish Wedding)
- 1998: Les Misérables
- 1999: Mod Squad – Cops auf Zeit (The Mod Squad)
- 1999: Brokedown Palace
- 2002: Igby (Igby Goes Down)
- 2002: The Hours – Von Ewigkeit zu Ewigkeit (The Hours)
- 2003: It’s All About Love
- 2003: The Rage in Placid Lake
- 2003: Terminator 3 – Rebellion der Maschinen (Terminator 3: Rise of the Machines)
- 2004: Stage Beauty
- 2005: Shopgirl
- 2005: Die Familie Stone – Verloben verboten! (The Family Stone)
- 2007: Spuren eines Lebens (Evening)
- 2007: The Flock – Dunkle Triebe (The Flock)
- 2007: Der Sternwanderer (Stardust)
- 2008: Ich & Orson Welles (Me and Orson Welles)
- 2013: As Cool as I Am
- 2015: Master of None (Fernsehserie, Folge 1x05 The Other Man)
- 2017: Die Abenteuer von Brigsby Bär (Brigsby Bear)
- 2018: Ein Kind wie Jake (A Kid Like Jake)

Fernsehproduktionen
- 1992: Law & Order (Fernsehserie, Folge 3x01 Vater-Mutter-Kind)
- 1993: No Room for Opal (Fernsehfilm)
- 1994: Lifestories: Families in Crisis (Fernsehserie, Folge 1x08 More Than Friends)
- 1994–1995: Willkommen im Leben (My So-Called Life, Fernsehserie)
- 1997: Saturday Night Live (Comedy-Show, Gastgeberin, 1 Folge)
- 2010: Du gehst nicht allein (Temple Grandin, Fernsehfilm)
- 2011: A Child’s Garden of Poetry (Fernsehfilm, Sprechrolle)
- 2011–2020: Homeland (Fernsehserie, 96 Folgen)
- 2017: Portlandia (Fernsehserie, Folge The Storytellers)
- 2022: Die Schlange von Essex (The Essex Serpent, Miniserie, 6 Folgen)
- 2022: Fleishman Is in Trouble (Fernsehserie, 8 Folgen)
- 2023: Full Circle (Fernsehserie, 6 Folgen)

## Bühne
- 2000: The Vagina Monologues (Westside Theatre, New York City)
- 2005: Christina Olson: American Model (Rolle: Christina Olson, Performance Space 122, New York City)
- 2007: Edith and Jenny (Rolle Edith, Performance Space 122, New York City)
- 2007: Pygmalion (Rolle: Eliza Doolittle, American Airlines Theatre, New York City)
- 2016: Dry Powder (Rolle: Jenny, The Public Theater, New York City)

## Auszeichnungen
Golden Globe Awards
- 1995: Auszeichnung als Beste Hauptdarstellerin in einer Drama-Serie für Willkommen im Leben
- 2011: Auszeichnung als Beste Hauptdarstellerin in einem Fernsehfilm für Du gehst nicht allein
- 2012: Auszeichnung als Beste Hauptdarstellerin in einer Drama-Serie für Homeland
- 2013: Auszeichnung als Beste Hauptdarstellerin in einer Drama-Serie für Homeland
- 2015: Nominierung als Beste Hauptdarstellerin in einer Drama-Serie für Homeland
- 2023: Nominierung als Beste Nebendarstellerin Serie/Fernsehfilm für Fleishman is in Trouble

Screen Actors Guild Awards
- 2003: Nominierung für das Beste Schauspiel-Ensemble in einem Kinofilm für The Hours – Von Ewigkeit zu Ewigkeit
- 2011: Auszeichnung als Beste Hauptdarstellerin in einem Fernsehfilm für Du gehst nicht allein
- 2013: Nominierung für das Beste Schauspiel-Ensemble in einer Drama-Serie für Homeland
- 2013: Auszeichnung als Beste Hauptdarstellerin in einer Drama-Serie für Homeland
- 2014: Nominierung als Beste Hauptdarstellerin in einer Drama-Serie für Homeland

Emmy Awards
- 1995: Nominierung als Beste Hauptdarstellerin in einer Drama-Serie für Willkommen im Leben
- 2010: Auszeichnung als Beste Hauptdarstellerin in einem Fernsehfilm für Du gehst nicht allein
- 2012: Auszeichnung als Beste Hauptdarstellerin in einer Drama-Serie für Homeland
- 2013: Auszeichnung als Beste Hauptdarstellerin in einer Drama-Serie für Homeland
- 2014: Nominierung als Beste Hauptdarstellerin in einer Drama-Serie für Homeland

MTV Movie Awards
- 1997: Nominierung für den Besten Filmkuss (mit Leonardo DiCaprio) für Romeo + Julia
- 1997: Nominierung als Bestes Filmpaar (mit Leonardo DiCaprio) für Romeo + Julia
- 1997: Auszeichnung als Beste Schauspielerin für Romeo + Julia